# けいさつのおにーさん
『けいさつのおにーさん』は、からけみによる日本の4コマ漫画作品。

## 概要
長野県長野市に実在する、長野中央警察署管内の権堂町交番に勤務する二人の警察官コンビが、町の平和を守るため、交通安全や振り込め詐欺の防止など、市民への啓発活動をする様子を描いた4コマ漫画。
二人はもともとは漫画のキャラクターではなく、長野中央警察署のイメージキャラクターとして制定された。長野中央警察署からキャラクターデザインを担当したからけみへの依頼は、もともと「可愛らしい女性警察官のイメージキャラクターをお願いしたい」というものであった。しかし、からけみは「どうしてもおにいさんとおじさんのコンビが描きたい」という希望・要望を出し、これを長野中央警察署が承諾、最終的に男性キャラクター二人組という形になった。キャラクター制定後、長野県警察公式サイトにて4コマ漫画が掲載されており、現在でも新作が追加されている。
その後、芳文社の編集者からの熱烈なオファーがあった際、長野中央警察署とからけみは「細々と続けていければいいので」と一度は断わったものの考え直し、商業誌での連載を開始した。最初は『まんがタイムジャンボ』2014年10月号より連載開始、途中から『まんがホーム』でも2016年4月号より連載が開始され、2誌で連載されていたが、『まんがタイムジャンボ』連載分は2018年4月号にて該当誌の休刊に伴い終了、以降は『まんがホーム』連載分のみとなる。2019年5月号をもって『まんがホーム』での連載は終了したが、2019年4月、からけみは自身のブログで出版社および掲載誌を変更しての連載継続を発表、同年10月にはTOブックスへ移籍しての連載再開を発表している。

## 登場人物

### 主な登場人物
穂苅 士朗（ほかり しろう）
長野中央警察署権堂町交番勤務員。巡査。26歳。独身。年が近い同僚からは「ほかりん」という愛称で呼ばれることが多い。
熱血漢でエネルギッシュ、時にちょっぴり空回りの真面目な頑張り屋。家族は両親と9つ下の高校生の弟がいる。
警察官になった動機は、子供の頃に正義の味方に憧れていたことと、子供の頃に逃げ出したペットのハムスターを捜し歩いているうちに山中で迷ってしまった際、助けてくれた警察官がめちゃくちゃカッコ良く見えたこと。ただし記憶があいまいで、その警察官の名前は現在でも分かっていない。
手塚 衛（てづか まもる）
権堂町交番勤務員。巡査部長。42歳。独身。
冷静沈着なナイスミドル。どんなことが起きても、ポーカーフェイスで対応できる。また仕事も料理も裁縫もでき細かな気遣いもできるみんなの憧れの人。特に料理の腕前は管内でも有名で、穂苅の「今日のランチは、手塚さんの手製弁当です」の言葉に妬みの声が次々と挙がるほど。長野中央警察署管内の女性警察官たちの間で「嫁にしたい男性No.1」とウワサされている。
親族に警察官がおり、自分の適性も考慮した結果、自然と警察官になっていた。

### 職場の同僚
桜井 一弘（さくらい かずひろ）
権堂町交番勤務員。巡査部長。32歳。剣道3段、柔道2段の猛者。
とても目が良く、ナイスバディな女性はどんな遠くに居ても見つけ出す特技の持ち主。もちろん、スリなどの犯罪も見逃さない。穂苅たちからはつかみ所のない人と思われている。
穂苅は独身だと思っていたが、実は既婚者で、妻、6歳の長女、2歳の次女の4人家族。
百瀬 千佳（ももせ ちか）
権堂町交番勤務員。巡査。27歳。独身で、彼氏募集中。
頑張り屋な女性警察官。
宮坂
長野中央警察署生活安全課に所属する女性警察官。
少年犯罪、児童虐待、ストーカー被害、チカン、DVなど日常に密接したさまざまな犯罪の予防活動や検挙をしている。

### 職場の上司
長谷部署長
長野中央警察署の署長。
穂苅の書き初めを見て、「個性的だね。下手だけど」と言う。
片桐 由理子
権堂町交番所長。警部補。36歳。既婚者。
お仕事をしっかりこなす、権藤町交番のお姉さん的存在。

### 町の人々
松本 美希
道路に飛び出してしまい、あわや車に轢かれそうになったところを、長野県警察のマスコットキャラ「ライポくん」の着ぐるみ（中の人は穂苅）に助けられたことがきっかけで、ライポくんが好きになってしまった女の子。
手塚からのアドバイスを受けて、将来の夢を女性警察官にする。
松本 陽介
美希の兄。高校生。警察官になることが夢だが、体育が苦手で口下手な自分に警察官の適性があるのか自信が持てず、穂苅に進路の相談を持ち掛ける。
穂苅 薫（ほかり かおる）
穂苅の弟。長野市内に実在する、長野県長野商業高等学校の生徒。迷子になっていたうさぎを保護し、交番に届ける。

## 主な舞台
- 権堂町交番
- 長野中央警察署

この他にも、長野駅周辺・権堂町商店街（アーケード）や善光寺界隈、長野市周辺の観光名所などが登場している。

## 書誌情報
- からけみ『けいさつのおに－さん』 芳文社〈まんがタイムコミックス〉、既刊6巻（2018年10月5日現在）
  1. 2015年10月22日発行（2015年11月7日発売）、ISBN 978-4-8322-5433-6
  2. 2016年6月22日発行（2016年6月7日発売）、ISBN 978-4-8322-5491-6
  3. 2016年12月22日発行（2016年12月7日発売）、ISBN 978-4-8322-5542-5
  4. 2017年5月21日発行（2017年5月6日発売）、ISBN 978-4-8322-5587-6
  5. 2018年1月19日発行（2018年1月4日発売）、ISBN 978-4-8322-5654-5
  6. 2018年10月20日発行（2018年10月5日発売）、ISBN 978-4-8322-5719-1

## ドラマCD
アニメイトにて、コミックス2巻、3巻の限定版セットとして販売。

### キャスト
- 穂苅士朗 - 前野智昭
- 手塚衛 - 郷田ほづみ
- 穂苅弟 - 高橋渉
- 穂苅母 - 知桐京子
- おばあさん - 宮沢きよこ
- 孫 - 岡部涼音
- 女性 - 松本沙羅